# Петренко, Владимир Сергеевич
Владимир Сергеевич Петренко (род. 13 августа 1939, с. Замостье, Курская область) — украинский политик, бывший народный депутат Украины от КПУ.

## Биография
Образование: Харьковский инженерно-строительный институт (1962), инженер-строитель; Высшая партийная школа при ЦК КПУ (1979), историк.
- 1962-1963 — мастер, прораб СМУ «Химмашстрой» треста «Сумыхимстрой».
- 1963-1967 — на комсомольской работе.
- 1967-1991 — на партийной работе.
- 1991-1995 — директор научно-внедренческого ООО «Интеллект».
- 1995-1999 — директор Сумской областной дирекции НСК «Оранта».
- 1999-2002 — помощник-консультант народного депутата Украины.

Народный депутат Украины 4-го созыва с апреля 2002 до апреля 2006 от КПУ, № 41 в списке. На время выборов: помощник-консультант народного депутата Украины, член КПУ. Член фракции коммунистов (с мая 2002); член Комитета по вопросам строительства, транспорта, жилищно-коммунального хозяйства и связи (с июня 2002).